# Jan Jirásek
Jan Jirásek (* 9. ledna 1955 Rychnov nad Kněžnou) je český hudební skladatel.

## Život
V roce 1985 vystudoval kompozici na Janáčkově akademii múzických umění v Brně u Zdeňka Zouhara. Působil jako hudební redaktor a producent Českého rozhlasu. Za hudbu k filmům Nejasná zpráva o konci světa a Kytice obdržel dva České lvy.

## Filmová hudba
1997
- Nejasná zpráva o konci světa

1999
- Kuře melancholik

2000
- Kytice
- Josephine

2001
- Samota (film)

2003
- P.F. 77

2004
- Bolero (film)

2008
- Bathory

2009
- Aljona
- Sněžná noc

2011
- Santiniho jazyk

2012
- Vrásky z lásky
- Šťastný smolař
- Aplaus (film)

2015
- Americké dopisy

2020
- Slovanská epopej (film)
- Perinbaba a dva světy

## Klasická hudba[2]

### Opery
- Pinocchio, (1999)
- Broučci, (2019, premiéra DJKT Plzeň)
- Komenský (2023), premiéra 6. 12. 2023[3]

### Sborová tvorba
- Missa propria, pro smíšený nebo chlapecký sbor (1993)
- Mondi paralleli, pro smíšený nebo dětský nebo ženský sbor a cappella na slova úryvků křesťanské liturgie a textů jiných náboženství (2009)

### Orchestrální tvorba
- A přece se točí…, skladba, inspirovaná výrokem Galilea Galileiho, pro symfonický orchestr a dva syntezátory (1985)
- Praga Mystica, pro symfonický orchestr a 3 hráče na bicí nástroje (2001)
- Múzy a pokušitelé, pro komorní orchestr (2009)
- Tančit s vesmírem, koncert pro varhany a orchestr (2012)